# Abarema obovata
Abarema obovata là một loài rau đậu thuộc họ Fabaceae. Loài này chỉ có ở Minas Gerais, Brasil.